# Дідерік Кортевег
Дідерік Йоханес Кортевег (нід. Diederik Johannes Korteweg) — голландський математик, що виконав перші роботи по дослідженню рівняння Кортевега – де Фріза.
Батько Дідеріка Кортевега був суддею в Гертогенбосі в Нідерландах. Там Кортевег і навчався в спеціальній академії, що готувала студентів для війська.